# Agneby jezici
Agneby jezici, malena skupina jezika šire skupine nyo koji se govore u Obali Bjelokosti. Obuhvaća tri jezika s nešto manje od 300.000 govornika u kasnom 20. stoljeću. 
Najgovoreniji su jezici abé [aba] 170.000 (1995 SIL) u 70 sela i adioukrou [adj] 100.000 (1999 SIL). Jezikom abidji [abi] govori tek 50.500 osoba (1993 SIL).

## Vanjske poveznice
- Ethnologue (14th)
- Ethnologue (15th)